# Hviderusland ved vinter-OL 2014
Hviderusland deltog ved vinter-OL 2014 i Sotji, som blev afholdt i perioden 7. til 23. februar 2014.

## Medaljer
| 2014 Sotji   | Guld | Sølv | Bronze | Total |
| Hviderusland | 5    | 0    | 1      | 8     |

Skiskytten Darja Domratjeva fik tre guldmedaljer.